# Percy Humphreys
Percy Humphreys (Cambridge, 3 dicembre 1880 – Londra, 13 aprile 1959) è stato un calciatore e allenatore di calcio inglese, di ruolo attaccante.

## Carriera

### Giocatore

#### Club
Humpreys iniziò a giocare a foot-ball con il Cambridge St. Mary's, per poi firmare il suo primo contratto da professionista con il Queens Park Rangers, nella Southern Football League. Nel 1901 si trasferì al Notts County F.C., in Football League: giocò coi bianconeri per sei stagioni.
Nel 1907 passò per una stagione in Second Division col Leicester Fosse, che terminò il campionato al secondo posto e fu promosso in massima serie. Nel frattempo, Humphreys si era però trasferito al Chelsea, in First Division: fu titolare fino a dicembre 1909, quando lasciò il posto a Vivian Woodward e si trasferì al Tottenham: fu una sua rete a garantire la permanenza in First Division agli Spurs, al termine del campionato 1910 e a condannare alla retrocessione proprio la sua ex squadra.
Nella stagione successiva ad Humphreys fu preferito, nel ruolo di interno destro, Billy Minter; fece dunque ritorno al Leicester Fosse, per poi passare all'allenamento.

#### Nazionale
Il 14 aprile 1903 Humphreys disputò la sua prima ed ultima gara con la maglia dell'Inghilterra, a Sheffield (sconfitta 1-2 contro la Scozia).

### Allenatore
Nel 1912 fu allenatore e giocatore del Hartlepool United.
Successivamente espatriò: nella stagione 1913-1914 allenò il Basilea, in Serie A svizzera. Nel dopoguerra, tra il 1920 ed il 1922 fu allenatore dell'Alessandria e sfiorò la qualificazione alle finali nazionali nella stagione 1920-1921.